# Dorat (Puèi Domat)
Dorat és un municipi francès situat al departament del Puèi Domat i a la regió d'Alvèrnia-Roine-Alps. L'any 2007 tenia 664 habitants.

## Demografia

### Població
El 2007 la població de fet de Dorat era de 664 persones. Hi havia 272 famílies de les quals 59 eren unipersonals (35 homes vivint sols i 24 dones vivint soles), 91 parelles sense fills, 102 parelles amb fills i 20 famílies monoparentals amb fills.
La població ha evolucionat segons el següent gràfic:
Habitants censats

### Habitatges
El 2007 hi havia 304 habitatges, 272 eren l'habitatge principal de la família, 18 eren segones residències i 14 estaven desocupats. 298 eren cases i 6 eren apartaments. Dels 272 habitatges principals, 227 estaven ocupats pels seus propietaris, 38 estaven llogats i ocupats pels llogaters i 7 estaven cedits a títol gratuït; 7 tenien dues cambres, 27 en tenien tres, 85 en tenien quatre i 154 en tenien cinc o més. 204 habitatges disposaven pel capbaix d'una plaça de pàrquing. A 105 habitatges hi havia un automòbil i a 157 n'hi havia dos o més.

### Piràmide de població
La piràmide de població per edats i sexe el 2009 era:
| Homes | Edats   | Dones |
| ----- | ------- | ----- |
| 0     | 95 o +  | 0     |
| 0     | 90 a 94 | 0     |
| 0     | 85 a 89 | 8     |
| 4     | 80 a 84 | 4     |
| 12    | 75 a 79 | 8     |
| 8     | 70 a 74 | 8     |
| 8     | 65 a 69 | 20    |
| 8     | 60 a 64 | 12    |
| 28    | 55 a 59 | 12    |
| 16    | 50 a 54 | 20    |
| 24    | 45 a 49 | 28    |
| 28    | 40 a 44 | 40    |
| 24    | 35 a 39 | 28    |
| 16    | 30 a 34 | 8     |
| 8     | 25 a 29 | 28    |
| 12    | 20 a 24 | 4     |
| 16    | 15 a 19 | 12    |
| 28    | 10 a 14 | 24    |
| 24    | 5 a 9   | 32    |
| 20    | 0 a 4   | 0     |

## Economia
El 2007 la població en edat de treballar era de 465 persones, 343 eren actives i 122 eren inactives. De les 343 persones actives 316 estaven ocupades (169 homes i 147 dones) i 28 estaven aturades (8 homes i 20 dones). De les 122 persones inactives 54 estaven jubilades, 38 estaven estudiant i 30 estaven classificades com a «altres inactius».

### Ingressos
El 2009 a Dorat hi havia 274 unitats fiscals que integraven 687,5 persones, la mediana anual d'ingressos fiscals per persona era de 18.173 €.

### Activitats econòmiques
Dels 18 establiments que hi havia el 2007, 2 eren d'empreses extractives, 1 d'una empresa alimentària, 3 d'empreses de fabricació d'altres productes industrials, 3 d'empreses de construcció, 5 d'empreses de comerç i reparació d'automòbils, 2 d'empreses financeres, 1 d'una empresa de serveis i 1 d'una entitat de l'administració pública.
Dels 5 establiments de servei als particulars que hi havia el 2009, 1 era una funerària, 1 taller de reparació d'automòbils i de material agrícola, 1 paleta, 1 fusteria i 1 lampisteria.
L'únic establiment comercial que hi havia el 2009 era una fleca.
L'any 2000 a Dorat hi havia 11 explotacions agrícoles que ocupaven un total de 255 hectàrees.

## Equipaments sanitaris i escolars
El 2009 hi havia una escola elemental.

## Poblacions més properes
El següent diagrama mostra les poblacions més properes.